# WTA Challenger de Lérida
O WTA Challenger de Lérida – ou Catalonia Open, na última edição – foi um torneio de tênis profissional feminino, de nível WTA 125.
Realizado em Lérida, no nordeste da Espanha, na região da Catalunha estreou em 2024 e durou uma edição. Os jogos eram disputados em quadras de saibro durante o mês de maio. Em 2025, mudou-se para Vic.
Nota: em 2023, esse torneio foi realizado em Reus, e em 2024, a Federação Catalã decidiu transferí-lo para Lérida por motivos estratégicos.

## Finais

### Simples
| Ano  | Campeã             | Vice-campeã  | Resultado     |
| ---- | ------------------ | ------------ | ------------- |
| 2024 | Kateřina Siniaková | Mayar Sherif | 6–4, 4–6, 6–3 |

### Duplas
| Ano  | Campeãs                              | Vice-campeãs                 | Resultado |
| ---- | ------------------------------------ | ---------------------------- | --------- |
| 2024 | Nicole Melichar-Martinez Ellen Perez | Katarzyna Piter Mayar Sherif | 7–5, 6–2  |